# Assi Idrottsförening
O Assi Idrottsförening, ou simplesmente Assi IF, é um clube de futebol da Suécia fundado em 1968. Sua sede fica localizada em Risögrund.